# ده سرخه (بروجرد)
دِه سُرخه روستایی است در شهرستان بروجرد در استان لرستان. این روستا در دهستان شیروان در بخش مرکزی این شهرستان قرار دارد.

## جمعیت
بنابر سرشماری مرکز آمار ایران، جمعیت این روستا در سال ۱۳۸۵، برابر با ۸۸ نفر بوده‌است که از این میان ۴۲ نفر مرد و بقیه زن بوده‌اند. این روستا ۱۷ خانوار جمعیت دارد.